# Žabjek
Žabjek – wieś w Słowenii, w gminie Trebnje. W 2018 roku liczyła 21 mieszkańców.